# Pheidole annemariae
Pheidole annemariae är en myrart som beskrevs av Auguste-Henri Forel 1918. Pheidole annemariae ingår i släktet Pheidole och familjen myror. Inga underarter finns listade i Catalogue of Life.

## Bildgalleri

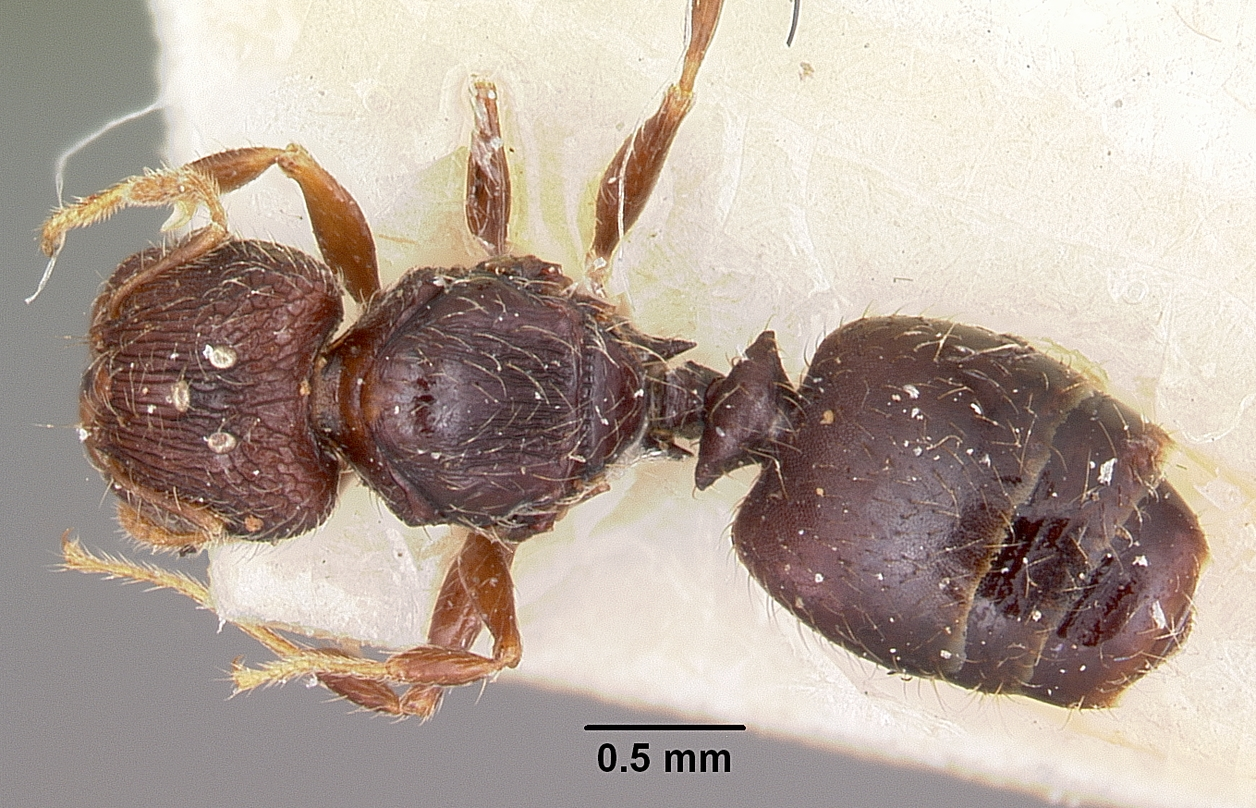
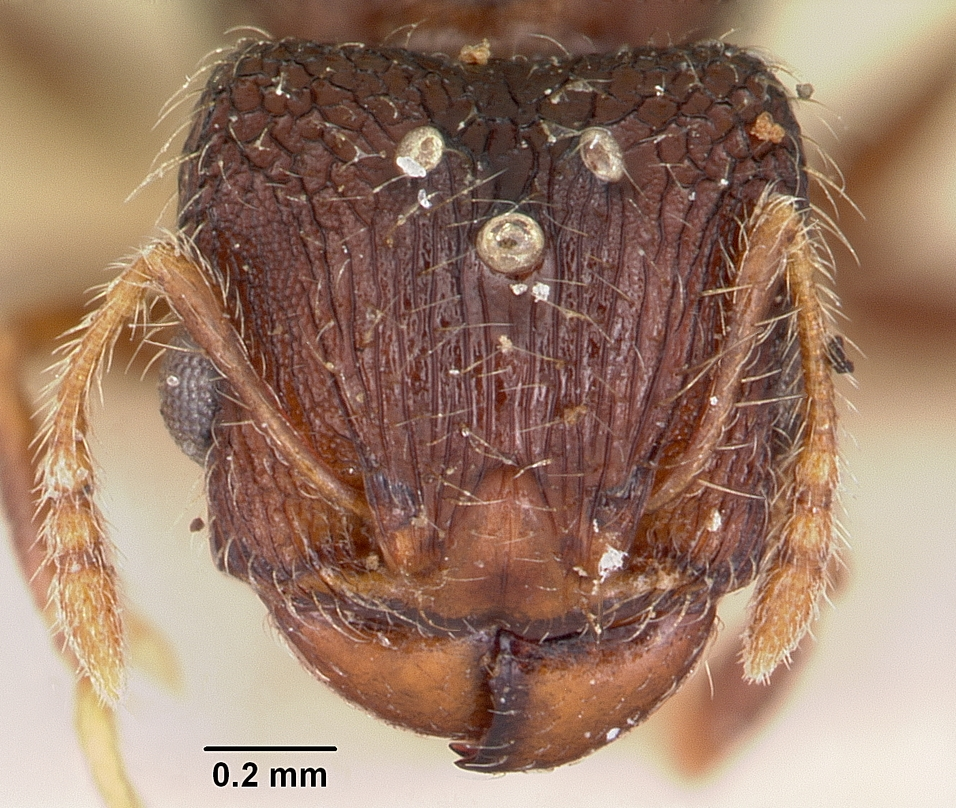
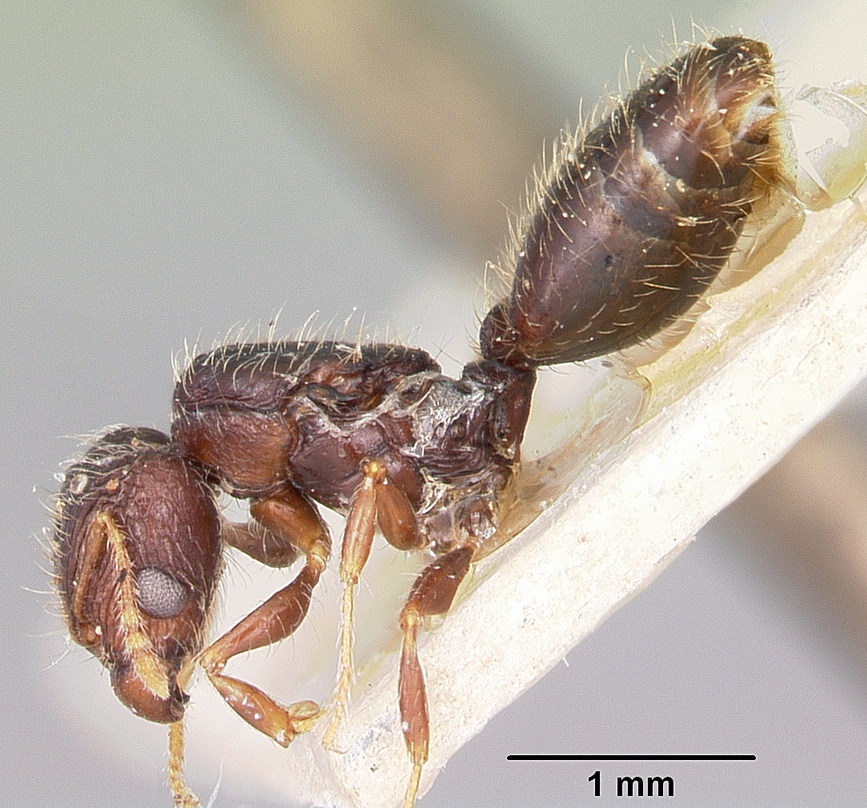
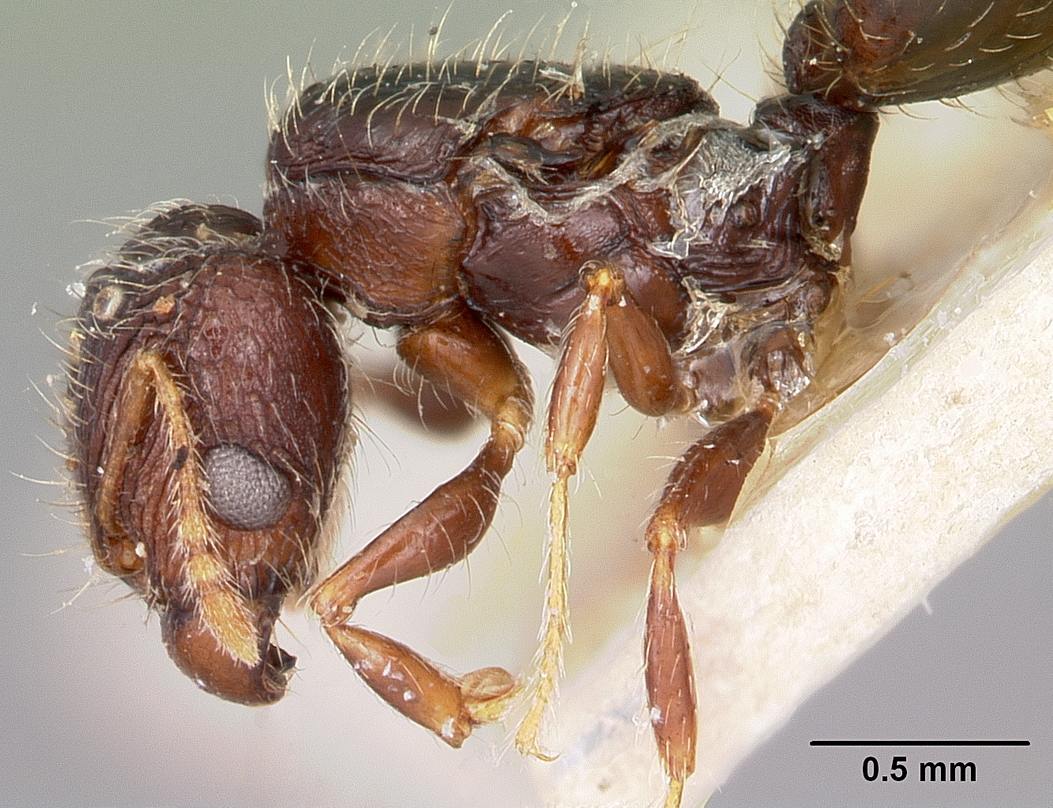
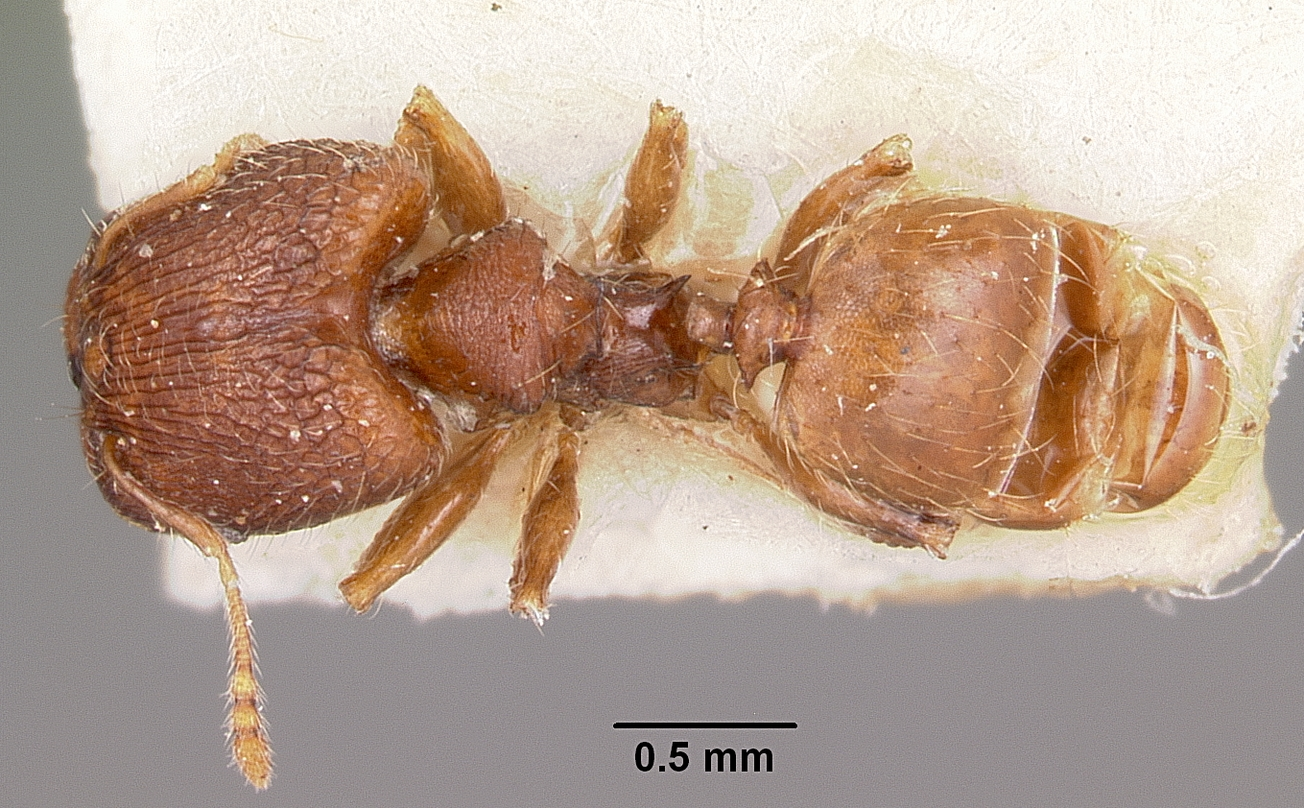
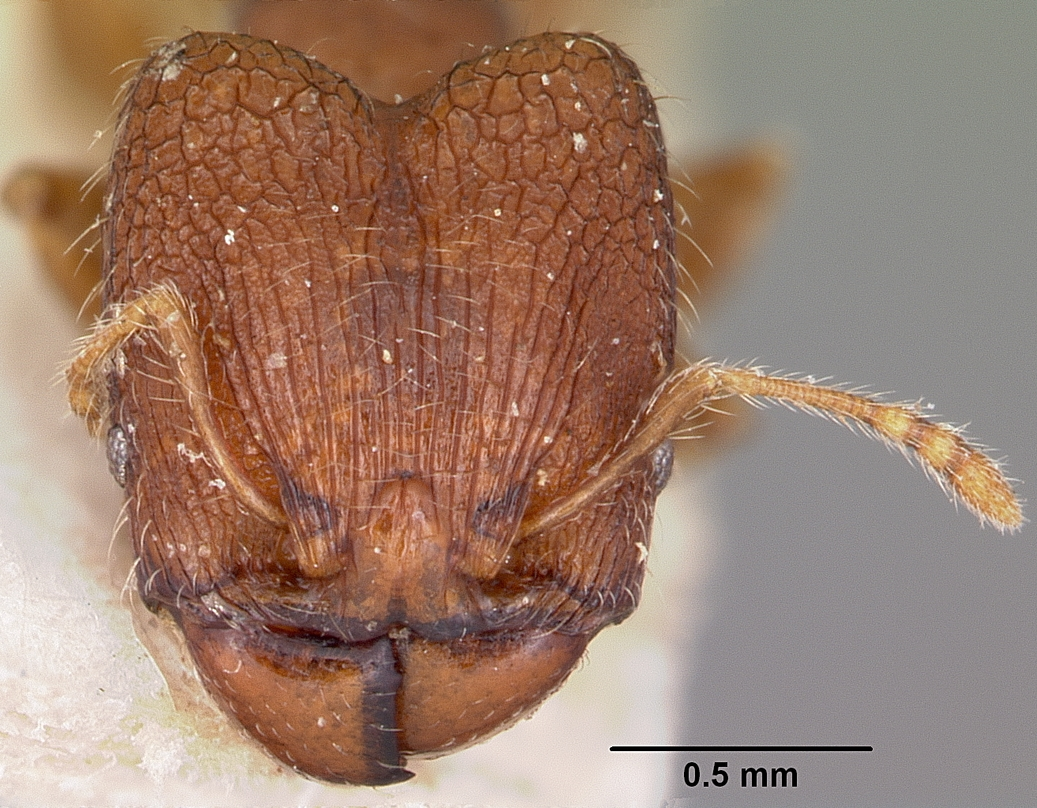